# Verena Pötzl
Verena Pötzl (Hall in Tirol, 10 aprile 1978) è una cantante austriaca.

## Biografia
Verena ha iniziato la sua carriera cantando nella cover band Mango Deluxe. Nel 2003 ha partecipato alla seconda edizione del talent show Starmania, trasmesso sull'ente radiotelevisivo nazionale austriaco ORF. Il 23 gennaio 2004 è stata incoronata vincitrice, guadagnandosi un contratto discografico con la Universal. Il suo singolo di debutto, Addiction, è stato pubblicato a febbraio 2004 e ha debuttato al primo posto nella classifica settimanale dei brani più venduti in Austria. Quattro giorni dopo la sua pubblicazione è stato certificato disco d'oro per le 5 000 copie vendute. L'album di debutto, intitolato Taken Unaware, è uscito a maggio 2004. Ha debuttato al quinto posto nella classifica austriaca, rimanendo nella top 75 per nove settimane e vincendo un disco d'oro per le 10 000 copie vendute a livello nazionale. A novembre 2005 Verena ha pubblicato un nuovo singolo, Live Olympic, che ha raggiunto il trentaduesimo posto in classifica ed è stato utilizzato negli spot austriaci per le Olimpiadi invernali del 2006 di Torino.

## Discografia

### Album in studio
- 2004 – Taken Unaware

### Singoli
- 2004 – Addiction
- 2004 – Close My Eyes
- 2004 – Daddy Leave Mommy Alone
- 2005 – La Ola (für die Tirola)
- 2005 – Live Olympic